# Slovenski trg, Kranj
Slovenski trg je eden od trgov v Kranju.
Na mestu današnjega Slovenskega trga je bil leta 1886 urejen drevored Zvezda. Trg je dobil današnjo podobo po Drugi svetovni vojni, leta 1961. Trg je arhitektonsko oblikoval arhitekt Marjan Tepina. Takrat se je imenoval Trg revolucije. Kiparska dela na trgu so delo kiparja Lojzeta Dolinarja in predstavljajo delavsko stavko, začetek vstaje, partizanski boj in revolucijo.